# Ермолин, Владимир Николаевич
Владимир Николаевич Ермолин (творческий псевдоним — Владимир Нетленский; род. 7 декабря 1954, Ленинград) — советский и российский музыкант, гитарист, аранжировщик, певец, композитор, поэт, один из основателей рок-группы «Зарок».

## Биография
Играл в когорте родоначальников и первопроходцев питерского рока, рок-коллективах: «Аргонавты», «Россияне», «Мания», «Форвард», «Земляне», «Старт». В 1979 году совместно с ленинградскими музыкантами Сергеем Дегтярёвым и Игорем Григорьевым основал группу «Зарок». В 80-е годы привлёк к участию в «Зароке» своего давнего приятеля, актёра и певца Михаила Боярского. С его участием в 1985 году на питерской студии ВФГ «Мелодия» был записан миньон, выдержанный в стопроцентном «битловском духе» и выпущенный в 1986 году под названием «День, который жду…».
В 1995 году Владимир Ермолин, совместно с Михаилом Боярским и Александром Фёдоровым — музыкантом из «Поющих гитар», организовал группу «Сильвер» (как продолжение их раннего проекта «Зарок»), написав все песни для дебютного альбома группы.
Живёт и работает в Санкт-Петербурге.

## Дискография
- 1986 — «День, который жду…» (Группа «Зарок»), EP
- 1997 — «Сильвер» (Группа «Сильвер»), CD[4]